# Louise Duffield Cummings
Louise Duffield Cummings (Hamilton, Ontário, 21 de novembro de 1870 – 9 de maio de 1947) foi uma matemática estadunidense nascida no Canadá.
Foi palestrante do Congresso Internacional de Matemáticos em 1924 em Toronto e em 1932 em Zurique.

## Publicações selecionadas
- «A note on the groups for triple-systems». Bull. Amer. Math. Soc. 19: 355–356. 1913. MR 1559362. doi:10.1090/s0002-9904-1913-02369-3
- «On a method of comparison for triple systems». Trans. Amer. Math. Soc. 15: 311–327. 1914. MR 1500982. doi:10.1090/s0002-9947-1914-1500982-1 (Ph.D. dissertation)
- with H. S. White: «Groupless triad systems on fifteen elements». Bull. Amer. Math. Soc. 22: 12–16. 1915. MR 1559701. doi:10.1090/s0002-9904-1915-02710-2
- «An undervalued Kirkman paper». Bull. Amer. Math. Soc. 24: 336–339. 1918. MR 1560081. doi:10.1090/s0002-9904-1918-03086-3
- «The trains for the 36 groupless triad systems on 15 elements». Bull. Amer. Math. Soc. 25: 321–324. 1919. MR 1560192. doi:10.1090/s0002-9904-1919-03192-9
- «A new type of double sextette closed under a binary (3,3) correspondence». Bull. Amer. Math. Soc. 31: 266–274. 1925. MR 1561036. doi:10.1090/s0002-9904-1925-04049-5
- «Hexagonal systems of seven lines in a plane». Bull. Amer. Math. Soc. 38: 105–110. 1932. MR 1562336. doi:10.1090/s0002-9904-1932-05337-x
- «Heptagonal systems of eight lines in a plane». Bull. Amer. Math. Soc. 38: 700–702. 1932. MR 1562491. doi:10.1090/s0002-9904-1932-05502-1
- «On a method of comparison for straight-line nets». Bull. Amer. Math. Soc. 39: 411–416. 1933. MR 1562638. doi:10.1090/s0002-9904-1933-05649-5